# Guy Coëme
Guy Coëme (ur. 21 sierpnia 1946 w Bettincourt) – belgijski i waloński polityk oraz samorządowiec, działacz Partii Socjalistycznej, w 1988 premier Walonii, parlamentarzysta, w latach 1988–1994 minister w rządzie federalnym.

## Życiorys
Absolwent nauk politycznych na Université de Liège (1968). Dołączył do Belgijskiej Partii Socjalistycznej, pracował w partyjnej strukturze. Po podziale ugrupowania został działaczem walońskich socjalistów. W latach 1971–1996 był radnym w Waremme, a w latach 1971–1974 i 1983–1987 członkiem zarządu tej miejscowości. Od 1987 do 1988 i od 1994 do 1996 pełnił funkcję burmistrza. W latach 1971–1981 zasiadał w radzie prowincji Liège. Od 1979 do 1980 zarządzał regionalną kompanią inwestycyjną w Walonii (SRIW). W 1981 pełnił funkcję sekretarza stanu we władzach regionalnych, od tegoż roku do 1995 zasiadał w radzie regionalnej. Między 1981 a 1995 wybierany na posła do Izby Reprezentantów.
Od lutego do maja 1988 sprawował urząd premiera Walonii. Był następnie członkiem rządów federalnych, którymi kierowali Wilfried Martens i Jean-Luc Dehaene. Zajmował stanowisko ministra obrony (1988–1992), następnie do 1994 był wicepremierem oraz ministrem transportu i przedsiębiorstw publicznych.
Był jednym z socjalistycznych polityków zamieszanych w skandal korupcyjny z końca lat 80., związany z zamawianiem śmigłowców Agusta A109. Został skazany za udział w tym procederze na karę pozbawienia wolności z warunkowym zawieszeniem jej wykonania, orzeczono też m.in. czasowy zakaz pełnienia funkcji publicznych. Od 1996 pracował w organizacji pozarządowej April, później prowadził własne przedsiębiorstwo konsultingowe.
Powrócił następnie do aktywności politycznej. W latach 2006–2012 ponownie był radnym i burmistrzem Waremme. W 2007 i 2010 uzyskiwał mandat posła do Izby Reprezentantów. Reprezentował krajowy parlament w Zgromadzeniu Parlamentarnym Rady Europy. W 2012 zdecydował się zakończyć aktywną działalność polityczną.